# Вулиця Вербова (Львів)
Ву́лиця Вербо́ва — вулиця у Шевченківському районі міста Львова, у місцевості Замарстинів. Пролягає від вулиці Липинської на захід до проспекту В'ячеслава Чорновола. Прилучається вулиця Мурашка. 

## Історія та забудова
Вулиця отримала свою сучасну назву не пізніше 1931 року. Забудована приватними садибами 1930-х років у стилі конструктивізм, сучасними садибами. На початку вулиці, з непарного боку простягається невелика ділянка промислової забудови.

## Галерея

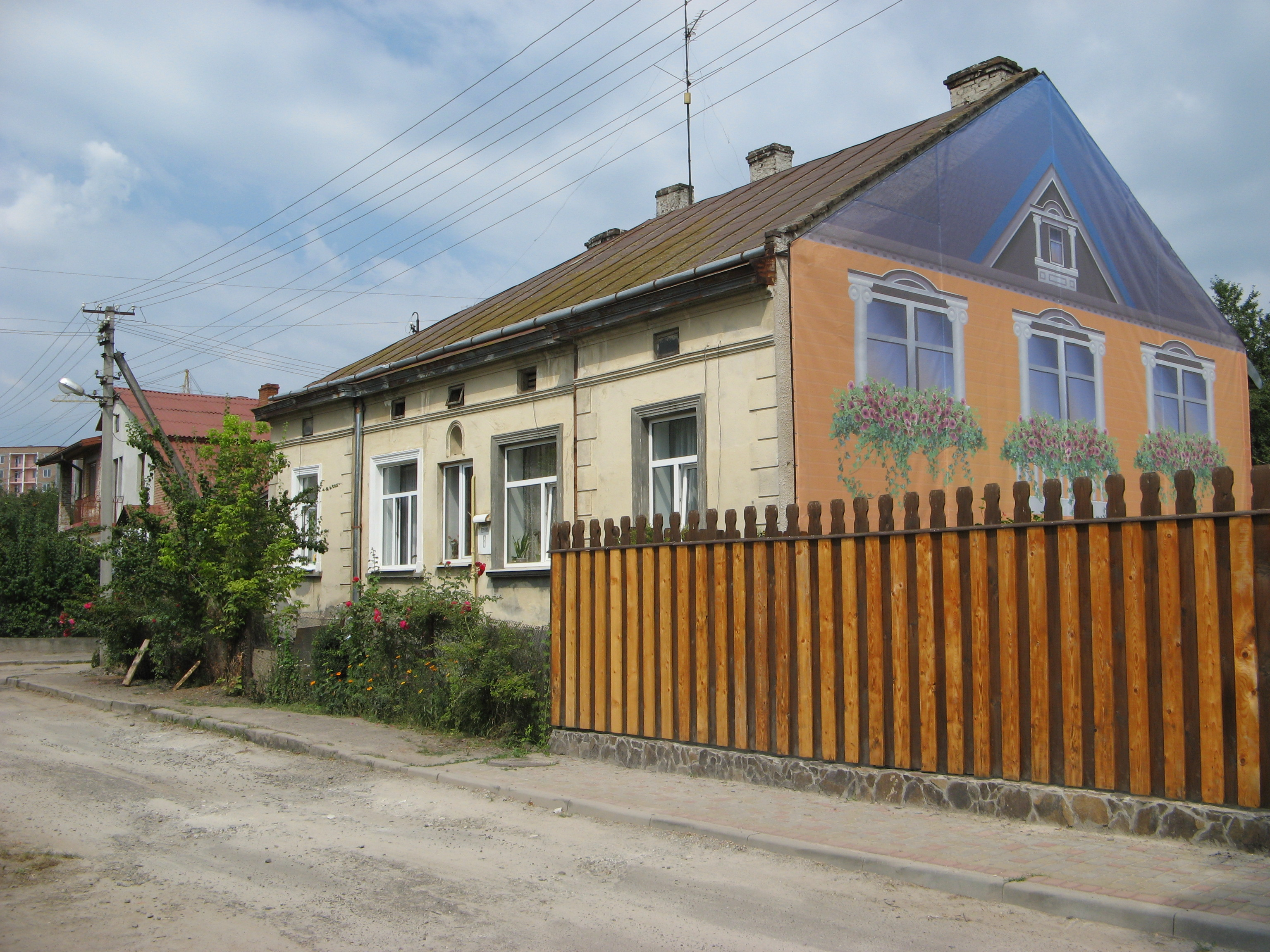
Особняк на вулиці Вербовій